# Batalla de Drèpana
La batalla naval de Drèpana va tenir lloc el 249 aC durant la Primera Guerra Púnica a Drèpana (l'actual Trapani), Sicília. El combat es va disputar entre l'armada cartaginesa i la romana.

## Preludi
La cadena de victòries navals romanes, com Miles i Ecnom, va donar als romans la confiança per fer un atac directe contra el bastió cartaginès de Lilibèon, governat per Himilcó. La ciutat va ser bloquejada per una flota manada pels cònsols Publi Claudi Pulcre i Luci Juni Pul·lus. Tanmateix, malgrat l'experiència naval adquirida, els cartaginesos eren encara superiors a mar oberta. Un esquadró petit dirigit per un comandant anomenat Hanníbal, fill d'Hamílcar, va aconseguir trencar el setge a ple dia i repartir subministraments a la guarnició de Lilibèon (l'actual Marsala). A la nit, Anníbal abandonava la ciutat enduent-se els cavalls de cavalleria inútils i navegava cap al port de Drèpana, abans que els romans sabessin què estava passant.
L'èxit de l'empresa va ser tan impressionant que els cartaginesos ho van repetir unes quantes vegades. Per als romans, això era més que una humiliació: estava anul·lant l'efecte del setge, des que la guarnició rebia aliments i mantenia el contacte amb Cartago.
Un mariner valent, identificat com Hanníbal el Rodi, va desafiar obertament la flota romana navegant al voltant d'aquesta en ordre d'espiar la ciutat i retransmetre les notícies a l'interior de Lilibèon al Senat Cartaginès i el comandant cartaginès, Adhèrbal.

## Accions i conseqüències
El cònsol Claudi va decidir llançar un atac sorpresa al port de Drèpana. La flota navegava cap al nord des de Lilibèon durant la nit. Els exploradors cartaginesos no van distingir els vaixells romans, però la baixa visibilitat va comprometre la formació de batalla fen que quan van arribar a Drèpana (a l'alba), la flota s'escampava en una llarga línia i desorganitzada amb el vaixell de Claudi al darrere. Els exploradors púnics van veure l'aproximació romana causant que l'avantatge dels romans desaparegués.

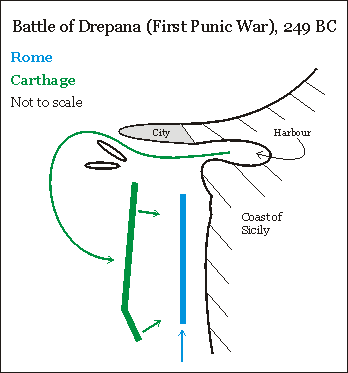
Batalla de Drèpana

Mentrestant, al vaixell principal, Claudi inspeccionava els presagis per a la batalla, segons la tradició religiosa romana. El mètode atribuït per aquests presagis era a través del comportament d'alimentació de les gallines sagrades a bord. Si les gallines acceptaven l'ofrena de gra, llavors els déus serien favorables a la batalla. Tanmateix, en aquell matí particular del 249 aC, les gallines van rebutjar el menjar - un presagi terrible. Davant l'inesperat i havent de lidiar amb les tripulacions i el seu supersticiós terror, Claudi ràpidament va buscar una interpretació alternativa, va llançar les gallines sagrades per la borda dient: «que beguin, ja que no volen menjar» (bibant, quoniam esse nolunt).
Al port, els cartaginesos no van esperar per veure què pretenien els romans. L'almirall Adhèrbal va ordenar l'evacuació de Drèpana abans de l'inevitable bloqueig. Els vaixells de Cartago van navegar cap a fora de Drèpana, passant pel sud de la ciutat i al voltant de dues illes petites per llavors arribar a mar obert. Veient que el pla d'atacar per sorpresa havia fallit, Claudi va ordenar a la seva flota que es reagrupés a formació de batalla. Tanmateix, aleshores, tot era contra ell. La costa de Sicília era al seu darrere i la flota púnica estava preparada per a la batalla davant seu.
Adhèrbal veié una oportunitat per a la victòria i va demanar l'atac. Va ordenar al seu flanc dret que ataqués els vaixells romans del darrere. El resultat va ser una completa derrota romana amb gairebé tots els vaixells dirigits per Claudi enfonsats.

## Seqüeles
Publi Claudi Pulcre va aconseguir escapar i va retornar a Roma amb la vergonya, i es va encarar amb acusacions de traïció. A diferència dels cartaginesos, els romans no executaven els generals per incompetents (com ara Hanníbal Giscó); allò que portava Claudi al jutjat era una acusació de sacrilegi. Hom el declarava culpable i era condemnat a exiliar-se, amb la seva carrera política acabada.
En el mateix any, Hamílcar Barca (el pare del general Hanníbal Barca) portava una campanya reeixida a Sicília i una tempesta va destruir l'altra meitat de la flota romana, manada pel cònsol Luci Juni Pul·lus. La situació estava tan desesperada que Aulus Atili Calatí s'assignava com a dictador i enviava la guerra a terra. La derrota de Drèpana va desmoralitzar els romans, que van esperar set anys abans de construir una nova flota.